# Pallavolo Padova
La Pallavolo Padova è una società pallavolistica maschile italiana con sede a Padova: milita nel campionato di Superlega.

## Storia
Il Sempre Volley viene fondato nel 1999 dal presidente Maurizio Sartorati, originandosi dalla sezione pallavolistica della Fondazione Unione Sportiva Petrarca, da cui compra il titolo sportivo per giocare in Serie A1 nella stagione 1999-00; nei primi anni di attività agonistica, la squadra viaggia sempre nella parte medio-bassa della classifica del massimo campionato italiano, chiudendo al penultimo posto al termine della stagione 2001-02, retrocedendo in Serie A2: tuttavia a causa della mancata iscrizione di alcune squadre, viene ripescata in Serie A1 per l'annata 2002-03.
Nella stagione 2003-04, grazie al quinto posto al termine della regular season, si qualifica per la prima volta ai play-off scudetto, venendo eliminata ai quarti di finale; tuttavia questo risultato permette di accedere ad una competizione europea, ossia alla Coppa CEV 2004-05, dove poi si classificherà quarta: raggiunge ancora lo stesso risultato nella stessa competizione nell'edizione successiva. Nell'annata 2004-05 riesce a qualificarsi per la Final Four di Coppa Italia, venendo poi eliminata in semifinale.
Nella stagione 2008-09, l'ultimo posto in classifica, condanna la squadra alla retrocessione in Serie A2: questo evento decreta anche alcuni cambiamenti nei vertici societari, con la nomina del nuovo presidente, nel 2009, ossia Fabio Cremonese e il cambiamento della denominazione in Pallavolo Padova. Il ritorno in Serie A1 avviene al termine dell'annata 2010-11 con la vittoria dei play-off promozione, dopo il secondo posto in classifica al termine della regular season, anche se il cammino nel massimo campionato dura solo per una stagione, poiché la Pallavolo Padova retrocede nuovamente in Serie A2. Nella stagione 2012-13 sfiora la promozione con il raggiungimento della finale nei play-off promozione dopo aver chiuso il campionato al settimo posto, mentre nella stagione 2013-14 vince il suo primo trofeo, ossia la Coppa Italia di Serie A2: nella stessa annata conquista nuovamente la promozione nel massimo campionato, chiudendo al primo posto la regular season.

## Rosa 2025-2026
| N° | Nome                 | Ruolo | Data di nascita  | Nazionalità sportiva |
| -- | -------------------- | ----- | ---------------- | -------------------- |
| 1  | Davide Gardini       | S     | 11 febbraio 1999 | Italia               |
| 3  | Francesco Zoppellari | P     | 27 maggio 1997   | Italia               |
| 4  | Benjamin Diez        | L     | 4 aprile 1998    | Francia              |
| 5  | Tommaso Stefani      | O     | 4 maggio 2001    | Italia               |
| 7  | Alberto Polo         | C     | 7 settembre 1995 | Italia               |
| 8  | Boris Načev          | C     | 22 aprile 2004   | Bulgaria             |
| 9  | Alessandro Toscani   | L     | 18 luglio 1998   | Italia               |
| 10 | Vuk Todorović        | P     | 23 aprile 1998   | Serbia               |
| 12 | Francesco Bergamasco | S     | 12 luglio 2005   | Italia               |
| 14 | Mattia Orioli        | S     | 23 marzo 2004    | Italia               |
| 18 | Andrea Truocchio     | C     | 10 febbraio 2000 | Italia               |
| 20 | DiAeris McRaven      | C     | 13 maggio 2002   | Stati Uniti          |
| 22 | Veljko Mašulović     | O     | 2 ottobre 2002   | Serbia               |
| 24 | Tim Held             | S     | 17 aprile 1998   | Italia               |

## Palmarès
- Coppa Italia di Serie A2: 1

2013-14